# El Entag El Harby Sporting Club
El El Entag El Harby Sporting Club (en árabe: نادي انتاغ الحربي الرياضي‎) es un equipo de fútbol egipcio que juega en la Premier League de Egipto, la categoría máxima del fútbol profesional en el país.

## Historia
Fue fundado en el año 2004 en la ciudad del Cairo. El club es conocido principalmente por su equipo de fútbol, que actualmente juega en la Premier League de Egipto, la liga más alta del sistema de ligas de fútbol egipcio. El club es propiedad del Ministerio de Producción Militar de Egipto. Después de una carrera larga e intensa con Al Nasr y El Dakhleya en 2008-09, El Entag El Harby aseguró su primera aparición en la Premier League de Egipto. El equipo necesitaba su último partido de esa temporada (empate 2-2 con GASCO) para ganar el ascenso. En preparación para su campaña de la liga premier, El Entag El Harby nombró a Tarek Yehia como nuevo entrenador. Yehia buscó rápidamente la opción de fichar a jugadores egipcios experimentados que pudieran liderar al equipo para evitar el descenso. Fichó a jugadores como Mohamed Aboul Ela (excapitán del Zamalek), Mostafa Kamal (Portero veterano), Hassan Mousa y otros.
Tarek Yehia disfrutó de un gran éxito con su equipo. Sorprendentemente, El Entag El Harby terminó séptimo en su primera temporada en la Premier League (2009-10). Sin embargo, la era de Yehia en el club duró solo esa temporada. Prefirió mudarse al recién ascendido Misr Lel Makasa. Osama Orabi lo reemplazó.

## Entrenadores
| Nombre          | País   | Desde     | Hasta     |
| --------------- | ------ | --------- | --------- |
| Tarek Yehia     | Egipto | 5-5-2009  | 6-6-2010  |
| Osama Oraby     | Egipto | 1-7-2010  | 13-7-2011 |
| Mohamed Helmy   | Egipto | 8-1-2011  | 24-4-2013 |
| Ismail Youssef  | Egipto | 24-4-2013 | 2014      |
| Mo'men Soliman  | Egipto | 3-3-2015  | 22-7-2015 |
| Shawky Gharieb  | Egipto | 2015      | 20-3-2017 |
| Mokhtar Mokhtar | Egipto | 2017      | Presente  |